# Isabel Borrego
Isabel María Borrego Cortés (Palma de Mallorca, 11 de mayo de 1968) es una política española, diputada por el Partido Popular en el Congreso durante la X, XI, XII, XIII  y XIV legislaturas. Desde el 6 de febrero de 2020 es Secretaria Segunda de la Comisión Constitucional del Congreso.

## Biografía
Es licenciada en Derecho por la Universidad de las Islas Baleares. Tiene un máster en Derecho de la Construcción y del Sector Inmobiliario por el Real Centro Universitario María Cristina y es Técnico Superior en excedencia en el Instituto Balear de la Vivienda.
Entre septiembre de 2005 y julio de 2007 fue directora general de Arquitectura y Vivienda del Gobierno de las Islas Baleares y vicepresidenta del Consejo de Administración del Instituto Balear de la Vivienda. Entre diciembre de 2007 y junio de 2011 fue asesora en materia de urbanismo del gabinete de la Consejera de Medio Ambiente, Vivienda y Ordenación del Territorio de la Comunidad de Madrid. De junio de 2011 a noviembre de 2011 fue concejal de Urbanismo y Vivienda del Ayuntamiento de Pozuelo de Alarcón.
En las elecciones generales de 2011 fue elegida diputada por las Islas Baleares dentro de las filas del Partido Popular. En enero de 2012 fue nombrada secretaria de estado de Turismo, puesto que mantuvo hasta 2016  y en cuyo ejercicio inauguró el 22 de septiembre de 2015 el primer parador nacional de turismo situado fuera de España, la Casa de la Isla, en la localidad portuguesa de Peñalba del Castillo (Viseo).